# Syndrome d'enfermement
Pour l’article homonyme, voir Locked-in Syndrome (film).
 Mise en garde médicale
Le syndrome d'enfermement (en anglais locked-in syndrome), également connu sous le nom de syndrome de désafférentation motrice ou syndrome de verrouillage, est un état neurologique rare dans lequel le patient est éveillé et totalement conscient — il voit tout, il entend tout — mais ne peut ni bouger ni parler, en raison d'une paralysie motrice complète, excepté le mouvement des paupières et parfois des yeux (les mouvements oculaires verticaux sont habituellement préservés). Les facultés cognitives du sujet sont intactes.
Le syndrome d'enfermement est consécutif la plupart du temps à un accident vasculaire cérébral (abrégé en AVC), plus rarement à un traumatisme, détruisant le pont (ou protubérance, une partie du tronc cérébral), partie du système nerveux central située à l'intérieur du crâne qui sert de passage aux nerfs qui vont vers le cerveau et à ceux qui en partent.
Les facteurs de risques du locked-in syndrome sont communs à ceux des accidents vasculaires cérébraux : cholestérol, hypertension artérielle, diabète, etc. mais parfois aucun facteur n’est décelé.
Les patients atteints de ce syndrome sont pleinement conscients de leur corps et de leur environnement. Bien que n'ayant pas ou peu de contrôle sur leurs membres, ils peuvent les situer avec exactitude dans l'espace, et contrairement aux patients paralysés à la suite d'une atteinte de la moelle épinière, ressentent encore le toucher et la douleur.
Le syndrome d'enfermement est aussi dénommé : « syndrome protubérentiel ventral », « état de désafférentation motrice supranucléaire », ou encore « déconnexion cérébro-médullaire spinale pseudo-coma »[source insuffisante],.
Le locked-in syndrome ne doit pas être confondu avec la paralysie du sommeil, un trouble du sommeil ou plus précisément une parasomnie selon la Classification internationale des troubles du sommeil, qui se caractérise par le fait que le sujet, sur le point de s'endormir (paralysie hypnagogique) ou de s'éveiller (paralysie hypnopompique) mais tout à fait conscient, se trouve dans l'incapacité d'effectuer tout mouvement volontaire.

## Historique
Il faut attendre 1941 pour que la littérature médicale évoque ce syndrome. En 1947, un premier cas de locked-in syndrome est décrit par un neurologue et un neurochirurgien. En 1966, Plum et Posner introduisent le terme de locked-in syndrome, littéralement « enfermé à l'intérieur ».
Pourtant, en littérature, les premières descriptions d'état apparenté au syndrome d'enfermement sont antérieures. En 1844 déjà, Alexandre Dumas décrit dans son roman Le Comte de Monte-Cristo un état ressemblant à ce syndrome sous les termes : « un cadavre avec des yeux vivants ». Son personnage, monsieur Noirtier de Villefort, est victime d'une attaque, il survit et il apprend à communiquer à l'aide de clignement de paupières et de mouvements verticaux. En 1868, Émile Zola évoque dans Thérèse Raquin une femme « frappée de mutisme et d'immobilité ». Son visage est décrit « comme le masque dissous d'une morte au milieu duquel on aurait mis des yeux vivants. Ses yeux seuls bougeaient, roulant rapidement dans leur orbite. »
En 1939, l'enfermement total est la condition d'un vétéran de la Grande guerre privé de mobilité et de quatre de ses sens, dans le roman antimilitariste Johnny s'en va-t-en guerre de Dalton Trumbo.
En 1997, le grand public découvre le locked-in syndrome dans Le Scaphandre et le Papillon. Jean-Dominique Bauby y décrit sa nouvelle condition d'emmuré vivant à la suite d'un accident vasculaire cérébral. Le livre est dicté par le clignement de sa paupière gauche, lettre par lettre, à un tiers locuteur. Plus récemment encore, le 19e épisode de la saison 5 de Dr House, intitulé « Je suis vivant ! » a pour sujet un patient atteint de ce syndrome, dans les suites d'une leptospirose.
En 2012, au Royaume-Uni, une polémique met la lumière sur ce syndrome. Un Britannique de 58 ans victime du locked-in syndrome, Tony Nicklinson, décède à son domicile le 22 août. Il avait été débouté par la justice 6 jours plus tôt, alors qu'il réclamait qu'un médecin puisse l'aider au suicide sans être poursuivi pour meurtre, comme la loi le prévoit au Royaume-Uni.
Le syndrome d'enfermement est la conséquence d'une lésion étendue du tronc cérébral, le plus souvent au niveau du pont. La plupart du temps causée par un AVC, et dans les autres cas d'origine traumatique, cette lésion intéresse les voies longues traversant le tronc cérébral, ainsi que les centres vitaux et les noyaux de certains nerfs crâniens des 3e et 12e paires,.
Il existe (au moins) un cas dû à la pratique d'une amniocentèse ayant touché le fœtus[réf. nécessaire].
La formation réticulaire est généralement préservée. Cliniquement, l'atteinte intéresse le pied du tronc cérébral, avec extension variable de la calotte, d'où le déficit moteur associant une tétraplégie par interruption bilatérale des voies cortico-spinales.

## Symptômes
La majorité des patients sont victimes d'une rigidité de décérébration (extension des membres supérieurs ou inférieurs) spontanée ou provoquée par un stimulus douloureux. Lors de la phase initiale, ces patients présentent en outre des troubles majeurs de la respiration, avec insuffisance respiratoire associée.
Le déficit des dernières paires crâniennes se traduit par une diplégie faciale et labioglossopharyngée avec anarthrie. Les troubles de la déglutition et de la phonation sont importants.
Les troubles de l'oculomotricité dépendent essentiellement de l'extérieur de la lésion protubérantielle et de son caractère uni ou bilatéral. Le trouble oculomoteur le plus habituel est la paralysie bilatérale de la latéralité sans atteinte de la verticalité, du fait de la préservation de la partie supérieure du toit du mésencéphale. Dans la majorité des cas, les seules activités musculaires volontaires et spontanées des patients sont :
- l'ouverture et la fermeture des paupières ;
- les mouvements conjugués verticaux des yeux.

Ces mouvements sont possibles grâce à la préservation partielle du nerf III et de la substance réticulée mésencéphalique. Les pupilles sont généralement petites mais réactives à la lumière. La convergence est souvent normale mais peut être atteinte.
La ventilation pulmonaire est réduite. La toux est déficitaire ce qui entraine un encombrement trachéobronchique. Dans ce cas, la mesure de la capacité vitale est un temps important de l'examen. L'association au déficit de la toux d'un trouble de la déglutition fait courir le risque d'inondation trachéobronchique. Il faut retenir l'existence d'une isolation automatico-volontaire de la commande respiratoire. La conservation du contrôle automatique bulbaire peut contraster avec l'impossibilité de modifier volontairement le rythme et l'amplitude respiratoire, ce qui traduit l'interruption bilatérale des voies par lesquelles s'exerce le contrôle cortical.

## Diagnostic
Le diagnostic du syndrome d'enfermement est clinique. Il est souvent retardé après une période où l'on croit le malade plongé dans le coma.
Plum et Posner insistent sur la confusion faite parfois entre le locked-in syndrome et le mutisme akinétique. C'est pourtant un état différent : le mutisme akinétique correspond à une altération subaiguë ou chronique de la conscience avec des cycles de veille-sommeil. Les patients ont un aspect vigile, ne parlent pas, ne bougent pas, sans que cela puisse s'expliquer par une atteinte des voies motrices, comme c'est le cas pour le locked-in syndrome. L'akinésie se manifeste par l'absence de mouvements spontanés, de mouvements sur ordre, même lors de stimulations douloureuses, l'absence de parole et de mobilité au niveau des membres contraste avec la présence de certains signes d'éveil. Les sujets ouvrent les yeux spontanément ou après stimulation. Ils ont des mouvements conjugués des yeux, parfois semblent suivre un stimulus visuel (clignement à la menace). Le mutisme akinétique intéresse à des degrés variables les lobes frontaux et la formation réticulaire.
D'après Plum et Posner, « il faut distinguer un esprit encombré d'un corps qu'il n'a plus le pouvoir de contraindre à l'obéissance, d'un mutisme akinétique typique dans lequel la conscience est altérée. »

## Prise en charge
La prise en charge s'appuie d'une part sur des mesures de réanimation spécifiques, d'autre part dans certains cas, sur des traitements spécifiques de l'étiologie. Le traitement symptomatique s'impose dans tous les cas et a pour but d'assurer le maintien des fonctions vitales. En particulier la ventilation, avec au besoin une assistance respiratoire par intubation puis par trachéotomie, une aspiration bronchique répétée. Une kinésithérapie respiratoire régulière est indispensable.

## Communication
Le patient communique en exploitant les seuls mouvements volontaires restant à sa disposition, tels que :
- l'ouverture des yeux (assurés par le muscle releveur de la paupière supérieure) ;
- les clignements de paupières ;
- les mouvements oculaires verticaux.

La méthode de communication la plus immédiatement utilisée est la suivante: la personne atteinte du locked-in syndrome convient avec une autre personne d'une manière de dire « oui » ou « non » (par exemple un clignement de paupière pour « oui », deux pour « non »). Si la motricité le permet, un code à trois réponses est pertinent, un « ni-oui ni-non » venant s'intercaler aux deux premières possibilités. Cela permet à la personne interrogée de pouvoir élargir la réponse (pour signifier: « je ne sais pas », ou « je n'ai pas compris », « je m'en moque », voire « tu m'ennuies avec tes questions »).
Dépasser la méthode de questions — réponses en oui-non, qui oblige à des questions dites « fermées » (obligeant à des réponses en oui-non) et qui laisse la personne interrogée passive (ne pouvant répondre qu'aux questions que la personne valide pense à lui poser) — est très vite la deuxième priorité.
La méthode habituellement utilisée est alors : un proche énonce ou montre au patient chacune des lettres de l'alphabet dans un ordre défini à l'avance, ce dernier l'arrêtant par le signe « oui » sur la lettre à utiliser. Jean-Dominique Bauby a ainsi écrit son livre en utilisant l'ordonnancement « ESARINTULOMDPCFBVHGJQZYXKW » respectant la fréquence d'apparition des caractères dans un texte français.
Depuis l'époque de la rédaction de son livre, Le Scaphandre et le Papillon, des techniques spécifiques ont été développées pour les patients et de multiples aides technologiques ont vu le jour. L'informatique facilite la vie des patients, notamment certains logiciels nommés « claviers virtuels » qui font apparaître l'image d'un clavier à l'écran, dont les touches sont sélectionnées tour à tour par défilement. Le patient choisit la lettre par l'actionnement d'un contacteur, un bouton poussoir utilisé comme la touche unique d'un clavier.
L'utilisation de dispositifs de lecture des ondes cérébrales, déjà disponibles pour des jeux vidéo à l'exemple du casque Emotiv représente un progrès technique : à l'aide de ce dispositif il est possible de créer des interfaces telles un clavier virtuel ou faire défiler des images. Selon le constructeur, le dispositif serait capable de distinguer 13 signaux différents.
Une limite à l'utilisation de la méthode alphabétique existe pour les personnes qui n'auraient pas été alphabétisées avant le traumatisme, voire qui n'auraient pas atteint un niveau de communication orale structurée (très jeune enfant, nouveau-né). Dans ces derniers cas, une communication active avec l'enfant pour lui donner les bases du langage « en son for intérieur » est vitale dans les toutes premières années — communication active qui ne doit pas "s'arrêter" à la communication en retour limitée de l'enfant. Elle est vitale pour lui permettre d'accéder, lentement mais normalement, à l’apprentissage de la lecture, et partant aux différents modes de communication alphabétiques.
Quel que soit l'état du patient avant et après le traumatisme, il est certain que la possibilité de s'exprimer par lui-même — de façon active avec ses propres mots et non seulement de façon passive par oui ou non aux seules questions que l'on pense à lui poser — participe au pronostic vital. Les témoignages de ceux qui ont retrouvé l'usage de "la parole" (ou plus précisément, de la communication) concourent en ce sens.

### Radio
- Monique Derrien, Locked-in Syndrom - La vie dans les yeux, reportage diffusé sur France Inter en mai 2009 dans le cadre du magazine Interception
- Christine Charette, Le syndrome de verrouillage diffusé sur Radio-Canada en septembre 2010

### Filmographie
- Star Trek (1966), épisode de la série télévision américaine intitulé The Menagerie: Part I
- Le Scaphandre et le Papillon (2007), film franco-américain réalisé par Julian Schnabel
- Enfermé de l'intérieur (2009), épisode de la saison 5 de la série télévisée Dr House
- Locked-In Syndrome (2001), court métrage français réalisé par Emmanuel Caussé et Éric Martin